# 2001年名古屋市長選挙
2001年名古屋市長選挙は、日本の地方自治体である名古屋市の執行機関である名古屋市長を選出するために行われた選挙で、2001年4月8日に告示され、4月22日に投票が行われた。

## 概要
現職の市長松原武久の任期満了に伴う選挙である。
再選を狙う松原に対し、共産党が推薦する元市民団体代表で作家のうのていをと無所属で河合塾講師の牧野剛が挑む構図となった。

## 候補者
藤前干潟開発断念とごみ減量に取り組んだ松原を支持する「チャレンジ２１・名古屋の会」には自民党愛知県連、民主党系会派「民主クラブ」、公明党、自由党、保守党などが加わり、非共産の相乗り体制が形成された。
一方で、松原への対立候補擁立を図る「市民が名古屋を変えるネットワーク（市民ネット）」と「愛と希望の市民自治名古屋をつくる会（愛と希望の会）」が合同で予備選を実施した。しかし、開票方法への対立から両団体は決裂し、市民ネットは神戸大学大学院教授の鷲田豊明を、愛と希望の会は弁護士の梅村忠直が1位になったとそれぞれ発表した。両者ともに立候補を辞退したことで対立候補の一本化は失敗し、市民ネット共同代表のうのていをと予備選に立候補した牧野剛がそれぞれ立候補した。
下表の通り、3名が立候補した。立候補届出順。
| 候補者名   | 年齢 | 性別 | 所属党派 | 推薦・支持                                    | 新現元別 | 備考                                |
| ---------- | ---- | ---- | -------- | --------------------------------------------- | -------- | ----------------------------------- |
| うのていを | 67   | 男   | 無所属   | 共産党                                        | 新       | 元市民団体共同代表                  |
| 牧野剛     | 55   | 男   | 無所属   |                                               | 新       | 河合塾講師                          |
| 松原武久   | 64   | 男   | 無所属   | 自由民主党 民主党 公明党 自由党 社民党 保守党 | 現       | 名古屋市長（1期）、元名古屋市教育長 |

## 結果
開票結果は下記の通り。
※当日有権者数：1,703,370人 最終投票率：31.41%（前回比：-2.87pts）
| 候補者名   | 年齢 | 所属党派 | 新旧別 | 得票数    | 得票率 | 推薦・支持               |
| ---------- | ---- | -------- | ------ | --------- | ------ | ------------------------ |
| 松原武久   | 68   | 無所属   | 現     | 342,133票 | 66.54% | 自民民主公明自由社民保守 |
| うのていを | 67   | 無所属   | 新     | 107,503票 | 20.91% | 共産                     |
| 牧野剛     | 55   | 無所属   | 新     | 64,478票  | 12.54% |                          |